# Cendrieux
Cendrieux (en occitano Sendrius) era una comuna francesa situada en el departamento de Dordoña, de la región de Nueva Aquitania, que el uno de enero de 2017 pasó a ser una comuna delegada de la comuna nueva de Val-de-Louyre-et-Caudeau al unirse con las comunas delegadas de Sainte-Alvère y Saint-Laurent-des-Bâtons de la comuna nueva de Sainte-Alvère-Saint-Laurent-les-Bâtons.

## Demografía
| Gráfica de evolución demográfica de Cendrieux entre 1800 y 2014 |
|                                                                 |

Los datos demográficos contemplados en este gráfico de la comuna de Cendrieux se han cogido de 1800 a 1999 de la página francesa EHESS/Cassini, y los demás datos de la página del INSEE.